# Perro de caza polaco
El perro de caza polaco, anteriormente Sabueso polaco (Polaco: Gończy Polski) es una raza de perro procedentes de Polonia.

## Descripción

### Apariencia general
Un perro ágil de construcción compacta. La estructura ósea es fuerte pero no pesado. La construcción implica una gran aptitud para la movilidad y la actitud obvia para resistir las difíciles condiciones de trabajo en las regiones montañosas.

### Temperamento
Estable y dócil. Este perro es verdaderamente valiente e incluso se puede demostrar la prueba de valentía. Él es inteligente y fácil de educar. No es agresivo, pero sigue siendo prudente hacia los extraños. A sus cualidades como perro de caza, hay que añadir las de un excelente cazador.

## Historia

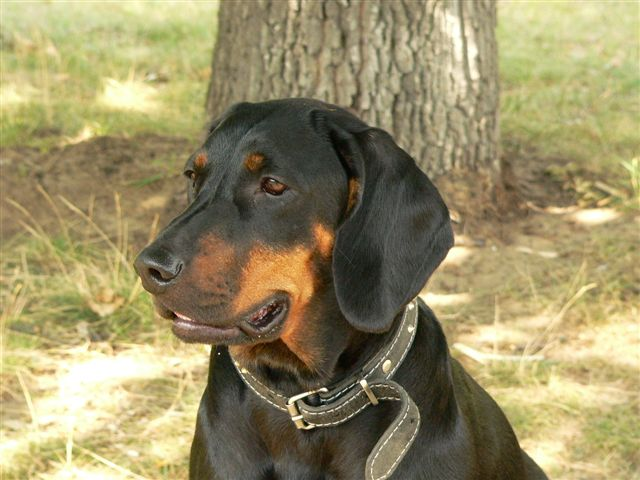
Perro de caza polaco

La caza con perros de caza se hace referencia en la literatura polaca ya en el siglo XIII. Polonia ha sido siempre un país cubierto de bosques profundos, lleno de gran caza donde el sabueso fue el auxiliar precioso del cazador. La caza con perros de caza era muy apreciado por la nobleza polaca como lo atestiguan las crónicas del siglo XIV. En el siglo XVII, por lo menos dos tipos diferentes de sabuesos polacos ya estaban bien diferenciadas. Las descripciones detalladas se encuentran en la literatura de caza del siglo XIX: en 1819, Jan Szytier (Poradnik Mysliwych) describe el Brach polaco y el Sabueso polaco, en 1821, en la revista Sylwan, W. Kozlowski ofrece una descripción y proporciona ejemplos de ambos tipos, el polaco ramal (más pesado) y el sabueso polaco (más ligero), la descripción muy detallada de Ignacy Bogatynski (1823-1825, Nauka Lowiectwa) podría ser utilizado como el estándar de la raza en primer lugar. Después de la Primera Guerra Mundial, el Sabueso polaco todavía se utilizaba para la caza en Polonia, en las regiones orientales, pero especialmente en las montañas en terrenos especialmente difíciles. En la región de Podkarpacle, el famoso cinologo polaco, Jozef Pawuslewicz (1903-1979) cazaba con sabuesos polacos, involucrándose en el desarrollo de la cría de este perro.
Él escribió el primer estándar de la raza, y es gracias a él, que estos perros fueron registrados oficialmente por la Asociación Cinológica de Polonia.